# Мухамед Алабар
Мухамед Алабар (арап. محمد بن علي العبار; Дубаи, 8. новембар 1956) је предузетник. Познат је као оснивач предузећа Emaar Properties, који је развио пројекте попут Бурџ Халифе, као и директор предузећа Eagle Hills за улагања и развој некретнина са седиштем у Абу Дабију.

## Биографија
Рођен је 8. новембра 1956. године у Дубаију. Најстарији је од 12. деце својих родитеља. Отац му је био капетан традиционалног трговачког брода познатог као дау. Током 1970-их добио је стипендију за студије финансија и пословне администрације на Универзитету у Сијетлу. Диплмирао је 1981. године и стекао диплому за пословне администрације.
Члан је заједнице за трке коња у Уједињеним Арапским Емиратима.